# زقاق المدق (مسرحية)
مسرحية «زقاق المدق» مأخوذة عن رواية الأديب العالمى نجيب محفوظ، رؤية درامية وأشعار محمد الصواف، إخراج واستعراضات عادل عبده.

## قصة المسرحية
تدور احداث القصة في فترة الأربعينات والحرب العالمية الثانية وتأثيرها على المصريين، وتعتبر بطلَة قصة زقاقُ المدق هي حميدة التي انتهت حكايتها بين أحضان الضباط الإنجليز، وقد أنهت بمسلكها هذا حكاية خطيبها الذي مات مقتولا بيد الضباط الإنجليز.

## طاقم العمل

### الممثلين
| - دنيا عبد العزيز - أمل رزق - بثينة رشوان - سيد جبر - محسن محيي الدين - نهال عنبر - كريم الحسيني | - ضياء عبد الخالق - بهاء ثروت - عبد الله سعد - أحمد صادق - حسان العربي - سيد عبد الرحمن - مروة نصير | - مراد فكري - عصام مصطفى - أحمد شومان - عبد الرحمن عزت - إبراهيم غنام - هاني عبد الهادي - صابر رامي |

- اغاني المسرحية من الحان / احمد محي
- توزيع موسيقي وموسيقي تصويرية / د. ديفيد جميعي
- نجيب محفوظ. (مؤلف)
- محمد الصواف. (معالجة درامية وأشعار)

### إخراج
- عادل عبده. (مخرج)

### إنتاج
- قطاع الفنون الشعبية والإستعراضية